# 3-тя повітрянодесантна бригада (СРСР)
3-тя пові́тряно-деса́нтна брига́да (3 пдбр) — повітряно-десантна бригада, військове з'єднання повітряно-десантних військ Радянського Союзу за часів Другої світової війни.

## Командування
- Командир:
  - Полковник Гончаров Василь Костянтинович
  - Омельченко Степан Сергійович
  - Сорокін Олександр Степанович
  - Сироватко Іван Павлович (22—29 квітня 1944 р.)

## Відомі військовослужбовці бригади
- Чухрай Григорій Наумович — кінорежисер, сценарист, народний артист СРСР

## Відео
- Освободители. Воздушный десант (рос.)